# Рахит
Рахитът е болест, която се среща при растящия детски организъм, предизвикана от липсата на витамин D, като липсата на този витамин при възрастните води до остеомалация. Рахитът забавя процеса на втвърдяване на костите и те често се деформират. Болестта предизвиква най-големи увреждания на долните крайници, които се изкривяват странично. В едни случаи колената се раздалечават и образуват буквата „О“, а в други случаи се изкривяват навътре като буквата „Х“. Други признаци за болестта са, че детето е раздразнително и нервно, често си върти главичката и се поти по време на хранене, оформя се плешиво петно. Рахитичните деца са предразположени и към други болести – туберкулоза на костите и белите дробове, анемия, късно развитие на речта. Най-често рахитът засяга бебета между третия и осмия месец, но се среща все още до края на втората година. Заболяването рядко се появява преди третия месец на новороденото, защото към този момент то още има запаси на витамин D, получени по време на бременността. 

## Причини за възникване
Няколко различни фактора обуславят възникването на рахита.

### Недоносеност
Рахит се среща по-често у недоносените, оставени без профилактика деца. Заболяването се появява и по-рано у този тип новородени – още в края на първия и началото на втория месец. Като причина за развитието на рахита у недоносени деца са слабите нива на витамин D и недостатъчните запаси от калциево–фосфорни соли в техните организми.

### Географска ширина
Заболяването е по-характерно за държавите от умерения пояс, където има дълга и дъждовна есен и продължителна и студена зима. Тези климатични особености оставят новородените без слънце в продължение на месеци. Именно поради това рахитът се среща рядко в тропическите и южните страни, но трябва да се има предвид, че той може да възникне и на слънчеви географски ширини, ако кърмачето не се изнася на слънчева светлина.

### Сезон
Най-често заболяващи от рахит са бебетата, родени през есента и началото на зимата, тъй като те остават през първите си месеци затворени в стаите, без достъп до слънчеви лъчи.

### Хранене
Доказано е, че бебетата, които биват хранени естествено, се разболяват почти два пъти по-рядко от изкуствено хранените новородени. Причините за това са, че кърмата спомага за по-лесното усвояване на солите, както и на по-доброто съотношение между фосфорните и калциевите соли в нея. От друга страна изкуственото мляко съдържа повече белтъци, което причинява свързване на солната киселина и по този начин попречва на усвояването на калция, необходим за растежа на костите.

## Признаци
Първите признаци на рахита са свързани с нервната система, като те се появяват още преди да има забележими промени в костната система. Новороденото е по-неспокойно, бива стреснато от несъществен шум докато спи, а и докато е будно. Важен признак за появата на рахита у бебето е неговото изпотяване – обикновено заболелите деца се потят при сукане и по време на сън.

## Профилактика
Профилактиката на рахита е свързана с приемането на храни, богати на калций и витамин D, разходки в планината, на морския бряг и спорт на открито, често излагане на слънце. Добре е още от първия месец на бременността бъдещите майки да приемат витамин D. Също така е много важно детето да не се прехранва.
Важно е да се спомене, че профилактиката на рахита може да започне още от вътреутробния живот на бебето. Майката трябва да се излага достатъчно на слънце, а менюто за хранене трябва да е богато на витамин D като – масло, месо, черен дроб, яйца.